# Кэй, Пол
Пол Кэй (англ. Paul Kaye; род. 15 декабря 1964) — английский комедиант и актёр. Он добился известности в 1995 году, изобразив Денниса Пенниса, шокирующего корреспондента в The Sunday Show. Недавно он был известен как грубый адвокат из Нью-Джерси Майк Страттер со своим собственным шоу «Страттер» на MTV. Он также известен по озвучке лиса Винсента в комедийном сериале BBC «Дворняги» и по роли Тороса из Мира в сериале HBO «Игра престолов». Он также появляется в рекламе сайта ставок BetVictor.

## Ранняя жизнь
Кэй родился в Клэптоне, на востоке Лондона в еврейской семье. Кэй был усыновлён вместе со своей сестрой Лизой и вырос в Уэмбли, где его отец и мать руководили магазином школьной одежды. Кэй был многообещающим школьным атлетом, который достиг впечатляющего рекорда по стометровке. Он позже стал фанатом панк-рока, особенно Сида Вишеса. В 16 лет он пошёл в школу искусств Хэрроу на двухлетний базовый курс и достиг отличия. Кэй получил диплом с отличием в области театрального дизайна в NTU.

## Карьера
На выпускном, Кэй украсил театральные плакаты для Головы Короля, театра Буш и театра Гейт, Ноттинг-Хилл. Он был декоратором в театре «Олд Вик» в Ватерлоо и иллюстрировал регулярно для журналов NME, i-D, Literary Review, Time Out и International Musician в промежутке 1987-89 гг. У него было две выставки иллюстраций и работ плакатов между 1989-90 гг, сначала в доме театре Сохо, W1, и затем в Drill Hall, WC1.
Кэй формировал и пел во многих бандах, в частности тёмный психоделический наряд We Are Pleb, который активно играл на сцене в Камдене в 1988-89 гг. (что породило Blur и Suede) и имел склонность к заведению огня на сцене. Кэй был подписан на Go Discs в 1992 году с группой под названием TV Eye (образованной с бывшими членами банды Eat), которая выпустила два сингла, «Killer Fly» и «Eradicator».
В 1993 году, Кэй снял прототипа Денниса Пенниса, расспрашивавшего свою собственную банду на ночном музыкальном шоу на Granada TV под названием «Передача». После интервью, Кэй затем вышел с группой, сильно напился и оскорбил столько людей, сколько возможно по всему Оксфорд-стрит. Эта лента каким-то образом прилетела на стол продюсеров Planet 24 шесть месяцев спустя, и они предложили Кэю работу, где он должен стучать в двери людей в 6 утра для передачи «Большой завтрак». Кэй отказался от этого предложения, предпочитая оставаться на пособии по безработице и держаться с We Are Pleb; Марк Ламарр в конце концов устроился на работу.
Кэй был графическим дизайнером в Тоттенхэм Хотспур, у него был офис в Уайт Харт Лейн и он украшал товары для Spurs, Дерби Каунти, Саутгемптона и Астон Вилла для компании Hummel (делая шаржи на Пола Гаскойна для школьных коробок для ланча и т. д.). Как болельщик Арсенала, Кэй заявил, что существуют подсознательные пушки, содержащиеся в его работе для Spurs, особенно перо и чернильный чертёж нового стенда Тоттенхэма на обложке каталога, которая располагает минутную пушку в толпе: было напечатано 70 000. Кэй стал театральным дизайнером в драматической академии Бет Цви в Тель-Авиве на 12 месяцев в 1994 году, конструируя все собственные производства в их театре.
Его телевизионный дебют был в телесериале «Слово», тайно снятый в гардеробной Оливера Рида. Кэй вспоминает, как «Рид выпил две бутылки водки, снял всю одежду и я честно думал, что он убьёт меня в прямом эфире. Я поклялся в кровати, что я никогда не буду брать интервью у знаменитостей снова. Как правило, шесть месяцев спустя я вернулся с Деннисом Пеннисом.»
В 1994 году, Кэй убедил своего старого друга Энтони Хайнса (автослесаря и некоторое время и техника на TV Eye) помочь ему написать Денниса Пенниса, когда ему предложили работу на The Sunday Show. (Хайнса позже переманил Саша Барон Коэн, чтобы написать Али Джи для The Eleven O’Clock Show и получил номинацию на «Оскар» за сонаписание сценария к фильму «Борат» в 2006 году).

### Деннис Пеннис
Звёздный корреспондент Деннис Пеннис, созданный Кэем и Хайнсом, был одним из самых известных персонажей Кэя. С крашеными рыжими волосами, безвкусными куртками, украшенными значками в стиле панк, и очками с толстыми стёклами, Пеннис выделялся из толпы и задавал знаменитостям нетипичные вопросы, от игривых до жестоких.
После недолгой работы, представляя два эпизода «Передачи» в роли Пенниса, персонаж дальше появился в 1995 году на The Sunday Show на BBC Two. Основная предпосылка была в том, что Кэй и съёмочная группа появлялась на премьерах фильмов, пресс-функциях и других разных собраниях знаменитостей, чтобы попытаться получить «интервью» со звёздами, в промежутках коротких скетчей и скетчах вместе с персонажем.
Изначально, знаменитостями должны были быть британские звёзды, подвергнутые преследованию в разных событиях, происходящих в Лондоне, такие как актёр Хью Грант, телеведущая Ульрика Йонссон и спортивный комментатор Дес Лайнам.
Когда персонаж Пенниса взлетел, Кэю был предоставлен достаточно большой бюджет, чтобы путешествовать до Канн, Голливуда и Венеции, чтобы записывать кадры для своего видео VIP — Very Important Pennis, выпущенного в 1996 году.
Его жертвами с этой точки зрения были гораздо более известными, самыми знаменитыми из которых были Арнольд Шварценеггер, Деми Мур, Кевин Костнер, Морган Фримен и Брюс Уиллис, на фоне других голливудских звёзд первой величины. Было очевидно, что эти жертвы расстроены и несчастными от уникальной линии вопросов Пенниса. Некоторые звёзды, такие как Костнер, оскорбляли его в ответ, в то время как другие, как Мур, просто отказывались от комментариев и уходили. Пеннис явно забавлялся от отвращения лиц некоторых звёзд. Было некоторое противоречие, когда Пеннис спросил Стива Мартина: «Почему ты больше не смешной?» Мартин впоследствии отменил все запланированные интервью для прессы. Кэй позже сказал, что он сожалеет об этом интервью, но что «каждый, кто думает, что может улучшить Билко и инспектора Клюзо нуждается в пощёчине, не так ли?».

### Карьера после Пенниса

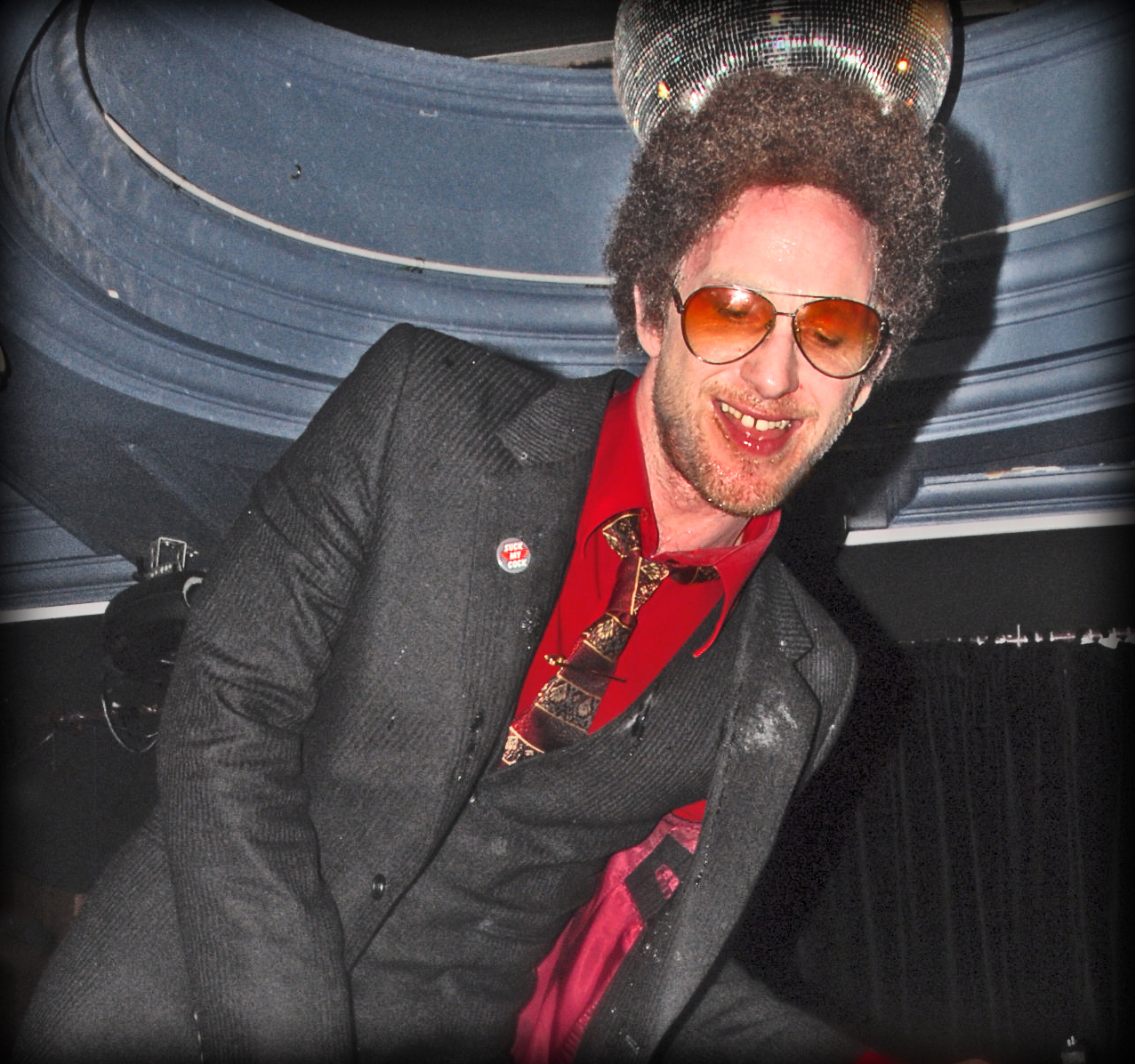
Пол Кэй в роли Майка Страттера в Килбёрне, Лондоне, 2008

В 2004 году, Кэй сыграл главную роль в фильме «Чёрный шар». Его роль глухого диджея Фрэнки Уайлда в псевдодокументальном фильме 2005 года «Всё из-за Пита Тонга» выиграла ему премию «Film Discovery Jury Award» на комедийном фестивале Великобритании 2005 года. Он также исполнил роль доктора Дэвида Карни в эпизоде драмы BBC «Воскрешая мёртвых». Появления на телевидении в 2006 и 2007 гг. включают «Виртуозы», «Жители Ист-Энда» и «Питер Кингдом вас не бросит».
Кэй появился в «Отеле „Вавилон“» (11 марта 2008, BBC One) и в роли дяди Горвела в «Детских рождественских праздниках в Уэльсе» Дилана Томаса (17 сентября 2009, BBC Four и 24 декабря 2009, BBC One Wales).
С ноября 2010 по январь 2011 гг, Кэй исполнил роль отца Матильды, мистера Вормвуда, в мюзикле Королевской шекспировской компании «Матильда», основанном на классическом романе Роальда Даля «Матильда». Кэй повторил роль, когда мюзикл перебрался в Кембриджский театр в Западном конце Лондона в октябре 2011 года. В апреле 2012 года, Кэй был номинирован на премию Лоуренса Оливье за лучшую мужскую роль второго плана в мюзикле.
С августа 2012 года, он появлялся в роли персонажа по имени Морис в рекламах Великобритании для сайта ставок BetVictor.
В 2013 году, Кэй появился в роли Тороса из Мира в третьем сезоне «Игры престолов» и в роли Данно сериале BBC Radio 4 «Love in Recovery».
В 2014 году, Кэй сыграл брата Лукиана в фильме «Дракула». В 2015 году он сыграл бандита в драме BBC «Перехватчик».

## Личная жизнь
Кэй взял академический отпуск на один год в 1984 году и работал в кибуце в Израиле, где он встретил свою будущую жену Орли; они поженились в 1989 году, у них двое детей.
Кэй написал статью для «The Guardian», призывая к миру в Израиле, после того как мачеха была убита там при ракетной атаке в 2008 году.

## Фильмография

### Фильмы
| Год  | Название                     | Ориг. название          | Роль                     | Примечания |
| ---- | ---------------------------- | ----------------------- | ------------------------ | ---------- |
| 2003 | Чёрный шар                   | Blackball               | Клифф                    |            |
| 2004 | Всё из-за Пита Тонга         | It’s All Gone Pete Tong | Фрэнки Уайлд             |            |
| 2005 | Матч-пойнт                   | Match Point             | агент недвижимости       |            |
| 2007 | WAZ: Камера пыток            | WΔZ                     | Гелб                     |            |
| 2008 | Касс                         | Cass                    | бандит в арсенале        |            |
| 2009 | Мэлис в Стране чудес         | Malice in Wonderland    | Гусеница                 |            |
| 2014 | Дракула                      | Dracula Untold          | брат Лукиан              |            |
| 2015 | Пэн: Путешествие в Нетландию | Pan                     | Мутти Вушт               |            |
| 2022 | Кэтрин по прозвищу Птичка    | Catherine Called Birdy  | сэр Джон Косматая Борода |            |

### Телевидение
| Год             | Название                          | Ориг. название                | Роль               | Примечания                                 |
| --------------- | --------------------------------- | ----------------------------- | ------------------ | ------------------------------------------ |
| 1999            | Долбанутые                        | Spaced                        | Гувер              | 1 эпизод                                   |
| 2004            | Воскрешая мёртвых                 | Waking the Dead               | доктор Дэвид Карни | эпизод: «Shadowplay»                       |
| 2006            | Виртуозы                          | Hustle                        | Тим Миллен         | сезон 3, эпизод 5                          |
| 2006-2007       | Страттер                          | Strutter                      | Майк Страттер      |                                            |
| 2007-2009       | Питер Кингдом вас не бросит       | Kingdom                       | Алан Макюэн        | 3 эпизода                                  |
| 2008            | Отель «Вавилон»                   | Hotel Babylon                 | Максвелл           | 1 эпизод                                   |
| 2009            | Убийства в Мидсомере              | Midsomer Murders              | Лоуренс Манн       | эпизод: «The Great and the Good»           |
| 2010            | Молокососы                        | Skins                         | Дункан             | эпизод: «Cook»                             |
| 2010-2011       | Дворняги                          | Mongrels                      | Винс               | озвучка                                    |
| 2011            | Бесстыдники                       | Shameless                     | Кермит             | 1 эпизод                                   |
| 2011            | Быть человеком                    | Being Human                   | Винсент            | эпизод: «Lia»                              |
| 2013, 2016—2017 | Игра престолов                    | Game of Thrones               | Торос из Мира      | 10 эпизодов                                |
| 2013-2014       | Лиллехаммер                       | Lilyhammer                    | Дункан Хаммер      | 4 эпизода                                  |
| 2013            | Улица потрошителя                 | Ripper Street                 | Гэбриел Кейн       | 1 эпизод                                   |
| 2014            | Ужин в пятницу вечером            | Friday Night Dinner           | Раввин             | 1 эпизод                                   |
| 2014            | Джонатан Стрендж и мистер Норрелл | Jonathan Strange & Mr Norrell | Винкулюс           | Почти в каждой серии                       |
| 2015            | Доктор Кто                        | Doctor Who                    | Прентис            | 2 эпизода: «На дне озера», «Перед потопом» |
| 2016-2018       | Попадец                           | Zapped                        | Хауэлл             |                                            |
| 2020            | Незнакомка                        | The Stranger                  | Патрик Катц        |                                            |

### Видеоигры
| Год  | Название                               | Ориг. название                               | Роль          | Примечания                          |
| ---- | -------------------------------------- | -------------------------------------------- | ------------- | ----------------------------------- |
| 2004 | Побег: Чёрный понедельник              | The Getaway: Black Monday                    | Леви Статов   | Голос                               |
| 2022 | Антология темных картин: Дьявол во мне | The Dark Pictures Anthology: The Devil in Me | Чарльз Лоннит | Внешность, озвучка, захват движений |

## Награды
Кэй является номинантом и лауреатом множества кинопремий:
- Лучшая мужская роль — Комедийный фестиваль наград («Всё из-за Пита Тонга»)
- Лучшая мужская роль — Method Fest (номинация) («Всё из-за Пита Тонга»)
- Лучшая мужская роль — премия «Джини» (номинация) («Всё из-за Пита Тонга»)
- Лучшая мужская роль второго плана — премия Лоуренса Оливье 2012 (мюзикл «Матильда»)